# Azoture d'argent
L'azoture d'argent est un composé chimique de formule AgN3. C'est le sel d'argent de l'acide azothydrique. Ce composé incolore est connu pour être explosif.

## Synthèse
L'azoture d'argent peut être préparé en faisant réagir le nitrate d'argent avec l'azoture de sodium. L'azoture d'argent forme un précipité blanc alors que le nitrate de sodium reste en solution.
AgNO3 (aq) + NaN3 (aq) ⟶ AgN3 (s) + NaNO3 (aq).

## Structure
La cristallographie aux rayons X montre que le composé présente une géométrie moléculaire en carré (plan) avec un ion argent Ag+ central et quatre ligands ion azoture N3−. La structure polymérique est telle que chaque ion azoture est lié à chacune de ses extrémités à une paire d'ions argent. Cette structure se présente sous la forme de couches bidimensionnelles de AgN3 superposées les unes au-dessus des autres, avec des liaisons faibles Ag-N entre deux couches. Il existe également une coordination de l'ion argent en 4+2 octaédrique, les deux atomes d'azote les plus éloignés de Ag+ prennent part à la couche supérieure et inférieure.
|                    |                     |                              |                                  |
| Fragment de couche | Couches superposées | Coordination en 4 + 2 de Ag+ | Coordination en 2 + 1 de l'azote |

## Réactivité
Lors de sa réaction la plus typique, l'azoture se décompose en explosant, libérant du diazote et de l'argent métallique :
2 AgN3 (s) ⟶ 2 Ag(s) + 3 N2 (g).
La première étape de cette décomposition est la création d'électrons libres et d'azotures radicalaires, ainsi le rendement de cette réaction peut être augmenté par l'ajout d'oxydes semi-conducteurs. L'azoture d'argent pur explose à 340 °C mais la présence d'impureté abaisse cette température à 270 °C. La réaction nécessite une faible énergie d'activation. Le délai initial de réaction est similaire à celui de la décomposition de l'azoture de plomb.

## Impact sur la santé
L'azoture d'argent comme la majorité des azotures de métal lourd est dangereusement explosif. La réaction peut être déclenchée par une exposition à des rayons ultraviolets et par un impact. Le nitrate de cérium et d'ammonium est utilisé comme agent oxydant afin de neutraliser l'azoture d'argent.